# كارلا خياكومييي
كارلا خياكومييي باحثة وكيميائية أرجنتينية.

## سيرتها الذاتية
درست خياكومييي الليسانس في الكيمياء في جامعة قرطبة الوطنية، كما حصلت على درجة الدكتوراه في العلوم الكيميائية. وتعمل باحثة في معهد الأبحاث في الكيمياء الفيزيائية (INFIQG)، التابع لكلية الكيمياء في جامعة قرطبة الوطنية. كما نشرت العديد من المقالات بالإضافة إلى كتاب واحد.  عام 2022نالت جائزة لوريل - اليونسكو للنساء في مجال العلوم.